# 小羽藓
小羽藓（学名：Bryohaplocladium angustifolium），又名狭叶小羽藓，为薄罗藓科小羽藓属下的一个种。該種植物的葉子长而尖，叶子上面有锯齿。在美國新墨西哥州希拉国家森林有該物種。